# Biopiraterie
Der Begriff Biopiraterie bezeichnet laut dem American Heritage Dictionary „die  kommerzielle Weiterentwicklung natürlich vorkommender biologischer Materialien, wie zum Beispiel pflanzliche Substanzen oder genetische Zelllinien, durch ein technologisch fortgeschrittenes Land oder eine Organisation ohne eine faire Entschädigung der Länder bzw. Völker, auf deren Territorium diese Materialien ursprünglich entdeckt wurden“.
Der Begriff wird ausschließlich als abwertende Zuschreibung für andere verwendet, vergleichbar mit der Bezeichnung Produktpiraterie.

## Herkunft und Verwendung des Begriffs
Der Begriff geht auf Pat Mooney, einen Aktivisten der Rural Advancement Foundation International (RAFI, heute ETC Group) Anfang der 1990er Jahre zurück. Die indische Umweltaktivistin und Autorin Vandana Shiva war an der Verbreitung des Begriffs maßgeblich beteiligt. Auch NGOs wie BUKO oder Greenpeace setzten den Begriff ein, um damit assoziierte Praktiken zu benennen.
Einige Rechtswissenschaftler kritisieren die Begriffsverwendung. Jim Chen (2005) bezeichnete den Begriff als alarmistische Übertreibung. Die meisten Vorwürfe von Biopiraterie seien derart von Inkonsistenzen und Lügen geprägt, dass sie in den Bereich der Legende gehörten. Cynthia M. Ho (2006) unterscheidet zwischen Rhetorik und Realität und schlägt vor, die Begriffsverwendung gänzlich fallen zu lassen.

## Kategorien
Laut Robinson (2010) lassen sich drei Kategorien von Biopiraterie unterscheiden:
- Patentbasierte Biopiraterie: Die Patentierung, oft zweifelhafter oder fadenscheiniger, Erfindungen auf Basis von biologischen Ressourcen und/oder traditionellem Wissen, die ohne adäquate Autorisierung oder Vorteilsausgleich von anderen Ländern (üblicherweise Entwicklungsländern), oder indigenen und lokalen Gemeinschaften entnommen wurden.
- Nichtpatentbasierte Biopiraterie: Andere Formen geistigen Eigentums (z. B. Marken oder Sortenschutz), die auf biologischen Ressourcen und/oder traditionellem Wissen basieren, die ohne adäquate Autorisierung oder Vorteilsausgleich von anderen Ländern (üblicherweise Entwicklungsländern) oder indigenen und lokalen Gemeinschaften entnommen wurden.
- Widerrechtliche Aneignung: Die nicht durch lokale Behörden, oder ggf. andere lokale Gruppen, autorisierte Entnahme biologischer Ressourcen und/oder traditionellen Wissens ohne Vorteilsausgleich.

## Übersicht
Durch die Entwicklung neuartiger wissenschaftlich-technischer Methoden (Biotechnologie, Gentechnik) wurde von den 1980er Jahren an zunehmend auch "Biomaterial" patentiert (vgl.: Biopatente). Dieser Patentschutz, der teilweise sehr weitgefasst formuliert war, umfasste teilweise auch traditionelle Nutzungen von Pflanzen, z. B. als Heilpflanze oder Nahrungspflanze, schon seit langer Zeit durch indigene Völker in armen Ländern v. a. der Tropen verwendet worden waren.
Die Kontroverse entwickelt sich vor allem aufgrund der unterschiedlichen Definitionen von Wissen in traditionellen Gesellschaften und Industrieländern. Traditionelles Wissen ist unpersönliches Wissen der gesamten Gemeinschaft und hat in der Regel keinen namentlich bekannten Entdecker oder Erfinder. Die Weiterentwicklung von traditionellem Wissen durch Wissenschaft und Technik beruht auf Forschern, denen ihre Weiterentwicklung als persönliches Verdienst zugesprochen wird. Um die Tätigkeit des Forschens gegen Trittbrettfahrer abzusichern, die sich bereits vorliegendes Wissen zunutze machen, ohne die Mühe des Forschens auf sich genommen zu haben, ist die wirtschaftliche Nutzung von Forschungsergebnissen durch Patente und Urheberrechte abgesichert. Diese Rechte stehen – bis zu ihrem Auslaufen – im persönlichen Eigentum ihres Schöpfers. Für nicht patentierte wissenschaftliche Entdeckungen gilt, dass diese frei zugänglich sind, sobald sie publiziert sind. Solche Ergebnisse dürfen von anderen frei genutzt und weiterentwickelt werden. Vor Einführung der Biodiversitätskonvention gehörte auch traditionelles Wissen zum rechtlich ungeschützten freien Wissen.
Soweit die Nutzung und Nutzbarmachung von Organismen durch Biotechnologie unbekannte Arten in Gebieten, auf die niemand Anspruch erhebt, betrifft, gilt sie auch weiterhin überwiegend als unstrittig. Dies betrifft z. B. Fälle wie die Patentierung von biochemischen Leistungen mariner Mikroorganismen oder Algen/Seetang. Sobald allerdings die Pflanzen im Lebensgebiet eines Volkes entdeckt oder sogar von diesem schon früher genutzt worden waren, wird die Nutzung insbesondere durch ausländische Unternehmen von manchen als Piraterie betrachtet.
Der so etablierte Begriff wurde später in einem weiteren Schritt auf weitere Fälle ausgedehnt. Als Biopiraterie wird seit Verabschiedung der Biodiversitätskonvention 1992 auch bezeichnet, sich Organismen oder ihre Gene zunutze zu machen, die von dem Territorium eines Volks oder Staats stammen, welche diese niemals selbst genutzt (vielleicht noch nicht einmal gekannt) haben. Inwieweit eine Menschengruppe oder ein Staatswesen Organismen, die hier von Natur aus vorkommen, tatsächlich zu Eigentum hat, ist eine andere Frage als diejenige, ob man sich ihres Wissens ohne deren Einwilligung bedienen kann. Der Eigentumszuschreibung liegt hier ein pragmatischer Ansatz zugrunde. Mit der Zuschreibung von Eigentumsrechten haben diese Organismen nun einen wirtschaftlichen Wert, den sie vorher nicht hatten. Damit wird es für den entsprechenden Staat unter Umständen wirtschaftlich lohnend, sie zu erhalten.
Forscher, die bisher unbekannte Organismen in fremden Ländern oder den Siedlungsgebieten fremder Völker ohne deren Einwilligung entwenden, werden durch diesen Mechanismus zu einer Art Dieben. Die moralische Beurteilung allein der Suche nach nutzbaren biotischen Ressourcen (Bioprospektion) ohne Vorabeinverständnis ist umstritten.

## Interessen und Interessengegensätze
Teile der Globalisierungskritiker erklären Biopiraterie folgendermaßen: Es handele sich um vom Profitinteresse angetriebenen, bewussten Diebstahl durch multinationale Konzerne. Vor allem Gentechnik-, Agrar- und Saatgutkonzerne wie etwa Monsanto, Dow AgroSciences, Pioneer Hi-Bred (Corteva), Cargill oder Bayer CropScience seien in dieser Hinsicht verdächtig. Durch Monopolisierung z. B. der Saatgutmärkte mit genveränderten Sorten gelinge es diesen Konzernen, die traditionellen Anbaumethoden und Sorten zu verdrängen oder Bauern sogar zu kriminalisieren, wenn deren traditionelles Pflanzgut patentierte Genverbindungen enthielte. Die Folgen seien eine Abhängigkeit der Anbauer von den Patentinhabern und die Reduzierung der Vielfalt der Pflanzen für den Anbau und die Nutzung. Aufgrund der komplexen Rechtslage und der hohen Kosten sei es für Vertreter indigener Völker, die häufig selbst in ihren armen Heimatländern zu den Ärmsten zählen, beinahe unmöglich, selbst offensichtlich berechtigte Ansprüche zu Abwehr unberechtigter Patente auch durchzusetzen.
Diese Diskussionen führten 1992 zur Verabschiedung der Biodiversitätskonvention (Convention on Biological Diversity; CBD). Im Rahmen der damaligen Rio-Konferenz wurde mit der CBD das Prinzip des "Zugangs und gerechten Vorteilsausgleichs" (Access and Benefit Sharing) rechtlich etabliert. Die Verwendung generischer Ressourcen – auch zum Ziel der Entwicklung patentgeschützter Produkte – soll nicht eingeschränkt, sondern im Gegenteil gefördert werden. Im Gegenzug für die Nutzung der generischen Ressourcen sind indigene und lokale Gemeinschaften an den Gewinnen, die mit den genetischen Ressourcen und mit dem damit assoziiertem Wissen erzielt werden, in angemessener Weise zu beteiligen (Access and Benefit Sharing). Vor der Suche nach geeigneten genetischen Ressourcen (Bioprospektion) ist zudem vorher die Zustimmung der Staaten einzuholen, auf deren Gebiet geforscht werden soll. Die Regelungen der CBD und das ABS sind auf Kritik gestoßen.
Zwischen Nationalstaaten und indigenen Völkern, denen beide durch die Konvention Eigentumsrechte zugesprochen wurden, muss ebenfalls mit Interessengegensätzen gerechnet werden. Gerade moderne, international gut vernetzte Repräsentanten indigener Völker mit guten Kontakten zu NGOs und enormer öffentlicher Wirkung bei der Wahrnehmung in den Industriestaaten sehen sich national angefeindet als Staatsfeinde und Erfüllungsgehilfen ausländischer Neo-Kolonialisten.

## Rechtliche Regelungen und Handelsabkommen
Der weltweite Schutz geistigen Eigentums ist durch internationale Übereinkünfte geregelt. Die UN-Organisation WIPO soll diese weltweit koordinieren. Einige Industriestaaten, in erster Linie die USA, versuchen allerdings, an der WIPO vorbei schärfere Regeln durchzusetzen. Unter maßgeblicher Förderung der USA hat die Welthandelsorganisation das TRIPS-Abkommen ausgehandelt, das seither für die Aufnahme von Mitgliedern als verbindlich gilt. Das Abkommen stärkt in besonderer Weise die Rechte von Patenteinhabern. Geistiges Eigentum der Art, wie es indigene Völker an ihrem traditionellen Wissen besitzen, ist durch das Abkommen nicht geschützt. TRIPS ist das einzige derartige internationale Abkommen, welches zurzeit bei Verletzungen seiner Bestimmungen auch Sanktionsmöglichkeiten eröffnet.
Für den Schutz des Eigentums an traditionell genutzten Tier- und Pflanzenarten wie auch für Eigentumsrechte von Staaten an Biodiversität allgemein ist heute die Biodiversitätskonvention wesentliche Grundlage. Nach der Verabschiedung der Konvention wurden die Regeln zur Verhinderung von Biopiraterie in einer Folgekonferenz im Nagoya-Protokoll präzisiert. Die Konvention ist in Kraft getreten und damit internationales Recht, während das Nagoya-Protokoll noch keine Rechtskraft besitzt. Die Bundesrepublik Deutschland ist beiden Abkommen beigetreten und hat damit die entsprechenden Selbstverpflichtungen, ähnlich wie die meisten Industriestaaten, übernommen. Da allerdings die USA die Konvention nie ratifiziert haben, muss sich erst in Zukunft der Stellenwert, v. a. gegenüber dem TRIPS-Abkommen, erweisen. Allerdings gehen Prospektoren und Firmen, die die Regeln missachten, ein rechtliches Risiko ein, weil unter Umständen ihre Patente deshalb in vielen Ländern angefochten werden können.

## Dokumentation von Wissen
Das traditionelle Wissen indigener Völker wird auch als indigenes Wissenssystem (engl. indigenous knowledge system) bezeichnet. Verknüpft damit ist das Forschungsgebiet der Ethnobotanik. Sie untersucht die Nutzung der Pflanzen, ihre Bedeutung für eine Soziokultur und die damit verbundenen Fragen. Eine verbreitete Strategie, die Rechte indigener Völker an ihrem Wissen zu erhalten, besteht darin, dieses Wissen in öffentlich zugänglichen Verzeichnissen und Datenbanken auszuweisen. Damit wird das Wissen formal in das globale Wissenssystem eingeführt. Das indigene Wissen erlangt auf diese Weise über einen "offiziellen" Weg eine allgemeine Bekanntheit. Somit ist es, z. B. für global agierende Unternehmen, weit schwerer, sich traditionelles Wissen anzueignen und in der Folge als eigene "neue" intellektuelle Leistung auszugeben. Einer Patentierung indigener Kenntnisse wird so entgegengewirkt.
Unter den Regelungen zum Access and Benefit Sharing kann die Nutzung dokumentierten traditionellen Wissens gegen eine Lizenz freigegeben werden. Dadurch besteht ein Mechanismus, indigene und/oder traditionelle Gemeinschaften am Ertrag der Nutzung des Wissens zu beteiligen. Diese Bemühungen sind in Indien am weitesten vorangeschritten. Beispielsweise wurde hier die "Traditional Knowledge Digital Library", eine Datenbank für Heilpflanzen, eingerichtet. Eine Initiative der Weltbank hat ähnliches für Afrika versucht. In Europa gab es Bestrebungen eine weltweite Organisation zu begründen, die indigenes Wissen treuhänderisch sammeln und verwalten soll.
In eine ähnliche Richtung gehen Bemühungen im Rahmen des Internationalen Saatgutvertrags der Welternährungsorganisation (FAO). Dieser richtet einen Fonds ein, in den Nutzer der in ihm dokumentierten Sorten der wesentlichen landwirtschaftlichen Nutzpflanzen einzahlen, wenn sie dieses Wissen zu patentierten Anwendungen oder neuen Sorten weiterentwickeln. Davon sollen Programme zum Schutz und zur nachhaltigen Nutzung pflanzengenetischer Vielfalt vor allem in Entwicklungsländern finanziert werden.

## Beispiele für den „Biopiraterie“-Diskurs

### Afrikanische Teufelskralle
Die Afrikanische Teufelskralle (Harpagophytum procumbens) ist eine Heilpflanze, die v. a. zur Behandlung rheumatischer Erkrankungen große Bedeutung besitzt. Die Heilwirkung der Pflanze war seit langer Zeit dem Volk der San in der südafrikanischen Kalahari bekannt, von dem es ein deutscher Kolonialbeamter erfahren hat, auf den die europäische Nutzung zurückgeht. Teufelskrallen-Präparate gehören heute in Deutschland zu den kommerziell wichtigsten Pflanzenheilmitteln. Teufelskrallen-Wurzeln werden bis heute überwiegend von San aus dem Wildbestand geerntet, wobei diese aufgrund ihrer Armut extrem schlechte Löhne dafür akzeptieren müssen. Um zukünftig die San am Nutzen zu beteiligen, soll ein Siegel der FairWild Foundation die Verbraucher über fair gehandelte Teufelskralle informieren.

### Basmati-Reis
Basmati-Reis wurde vor Tausenden von Jahren am Fuß des Himalaya entdeckt. Er wird seitdem in der ganzen Welt konsumiert und vor allem von Indien und Pakistan angebaut und exportiert. Der indische Exportmarkt für Basmati-Reis beträgt 350 Millionen US-Dollar, der pakistanische 250 Millionen US-Dollar. Im September 1997 erteilte das USPTO der texanischen Firma RiceTec ein Patent (Nr. 5,663,484). Das Patent bestand aus 20 Ansprüchen und bezog sich auf eine „Reispflanze, die in Nord-, Zentral-, Südamerika oder auf den karibischen Inseln angebaut“ wird. Der Patentinhaber erhielt ein Exklusivrecht auf die Bezeichnung „Basmati“. Der Schutz umfasste „neuartige Reislinien sowie Pflanzen und Körner dieser Linien und eine Methode zur Zucht dieser Linien“. Die Neuartigkeit der Reislinien bestand laut Patentbeschreibung in „Halbzwergwuchs, sehr geringer Photosensitivität und hohem Ertrag“ und der „Ähnlichkeit oder Überlegenheit der Körner im Vergleich zu denen von hochwertigem Basmati-Reis“. Die Kreuzung bestand aus einer von 22 angegebenen Basmati-Linien und mindestens zwei der 15 bekannten Halbzwerg-Langkornsorten. Die angegebenen Basmati-Reislinien sind in der Datenbank des IRRI als distinkte Sorten (also keine Wildtypen oder Landrassen) aus dem Punjab geführt und gehören auch zu den in den Vereinigten Staaten gelisteten Sorten. 9 der 15 Langkornsorten stammen von IRRI oder CIAT.
Diese Patentierung wurde von mehreren Nichtregierungsorganisationen als Biopiraterie bezeichnet. In Indien verursachte sie einen Sturm der Entrüstung und wurde schnell zu einer Angelegenheit des Nationalstolzes. Erstens sei es ein Fall von Diebstahl des kollektiven intellektuellen und biologischen Erbes indischer Bauern, zweitens ein Schaden für indische Exporteure, denen eine Vermarktungsmöglichkeit in den USA genommen worden sei, und drittens würden Verbraucher irregeführt, da der als „Basmati“ verkaufte Reis nicht aus Indien stamme und eine andere Qualität aufweise. Die Research Foundation for Science, Technology and Ecology (RFSTE, heute Navdanya) forderte das Oberste Gericht auf, das Patent anzufechten oder den Dispute Settlement Body der Welthandelsorganisation anzurufen. Im April 2000 focht die indische Regierung die Ansprüche 15-17 an, bei denen es sich um eine breite Definition der geschützten Reiskörner handelte. RiceTec zog daraufhin diese drei sowie einen weiteren Anspruch zurück. Das USPTO widerrief im August 2001 die Ansprüche 15-17 sowie die meisten anderen. Übrig blieben lediglich diejenigen Ansprüche, die sich auf die von RiceTec gezüchteten Reislinien bezogen. Die Namen dieser Reislinien (Bas 867, RT 1117 und RT 1121) bildeten den neuen Titel des Patents. RiceTec bezeichnet seine Produkte seitdem als „Texmati“ und „American-style basmati rice“.
Parallel zu diesen Vorgängen richtete RFSTE zusammen mit zwei US-amerikanischen NGOs eine Petition an die US-Federal Trade Commission (FTC). In der Petition forderten sie eine Abmahnung, da die Bezeichnung „Basmati“ nicht für Reis aus anderen Ländern verwendet werden dürfe. Die FTC stellte im Mai 2001 hingegen fest, dass die Bezeichnung „Basmati“ nicht auf Reis mit einer bestimmten Herkunft beschränkt sei.
In der Zwischenzeit hatte die indische Regierung zwei Gesetzentwürfe vorbereitet. Bei dem einen handelte es sich um den Protection of Plant Varieties and Farmers’ Rights Act 53, er wurde im Oktober 2001 verabschiedet. Der andere wurde im Dezember 2002 verabschiedet und setzte die Biodiversitäts-Konvention um. Diese Gesetze hatten keinen Einfluss auf den genannten Fall (da das US-Patent bereits erteilt war), sollten aber in Zukunft ähnliche Fälle vermeiden. Die indische Regierung erließ im Dezember 1999 zudem den Geographical Indications of Goods (Registration and Protection) Act, nach dem eine Bezeichnung von Produkten aus einer bestimmten Region eine geographische Angabe darstellt, wenngleich keine Herkunftsbezeichnung. So sollten Bezeichnungen wie „Basmati“ in Zukunft geschützt werden.

### Cupuaçu
Am 10. Oktober 2000 reichte der japanische Lebensmittelkonzern Asahi Foods Co. Ltd eine PCT-Patentanmeldung mit der Veröffentlichungsnummer WO 01/25377 beim japanischen Patentamt ein, die Schutz u. a. für eine Fettmischung aus Fett/Öl von Cupuaçu-Samen mit weiteren Fetten (Kakaobutter) sowie ein Verfahren zur Gewinnung des Pflanzenfetts und dessen Verwertung in Lebensmitteln beanspruchte, dessen regionaler europäischer Teil als EP 1 219 698 vom Europäischen Patentamt (EPA) am 3. Juli 2002 veröffentlicht wurde. Nach einem ersten Prüfbescheid durch das europäische Patentamt, das die spezifische Fett/Kakaobuttermischung als erfinderisch, das Herstellverfahren jedoch als vorbekannt einstufte, gilt die EP-Patentanmeldung durch Nichtzahlung der Jahresgebühr als zurückgenommen.
Asahi Foods hielt ab 2000 darüber hinaus ein Patent, welches ein ausschließliches Nutzungsrecht für ein Verfahren zur Herstellung von Cupulate beinhaltet. Tatsächlich wird dieses Verfahren bereits seit vielen Jahrzehnten von den Bewohnern des Amazonasgebietes angewendet. Die Früchte wurden von jeher von den amazonischen Indigena genutzt. Am 1. März 2004 wurde der Markenschutz auf das Warenzeichen Cupuaçu nach Protesten von NGOs auf Entscheidung der Japanischen Patent-Behörde (JPO – Japanese Patent Office) gelöscht.

### Guggul
Das als Räucherwerk bekannte Harz des Balsambaums Commiphora mukul, als Guggul bezeichnet, wurde in der Bibel Bedolachharz genannt. In der traditionellen indischen Medizin wird es für eine Vielzahl von Anwendungen eingesetzt. In Amerika sind mehrere Patente auf medizinische und kosmetische Anwendungen erteilt worden, die sich mit der traditionellen Nutzung überlappen. Diese Patente sind bis heute gültig und wurden bislang nicht angefochten.

### Hoodia
Ein weiteres Beispiel ist die Verwendung der sukkulenten Pflanzenart Hoodia gordonii durch die Khoi-San. Seit jeher stillen die San mit Teilen dieser Pflanze ihren Hunger und Durst während der langen Wanderungen, die sie zur Jagd unternehmen. Die südafrikanische Regierung ließ die Pflanze, die als Appetitzügler wirkt, untersuchen und den Wirkstoff als P57 patentieren. Später wurde das Patent über ein britisches Pharmaunternehmen an den amerikanischen Pharmakonzern Pfizer verkauft, der daraus einen Appetitzügler entwickeln wollte, ohne die Khoi-San an den Erträgen zu beteiligen. Den Khoi-San gelang es in einem Gerichtsverfahren, eine Gewinnbeteiligung an den aus der Hoodia-Pflanze entwickelten Präparaten zu sichern. Pfizer hat das Patent inzwischen wieder zurückgegeben. Die große Mehrzahl der Profiteure haben jedoch keinen Vertrag mit den Trägern des traditionellen Wissens abgeschlossen.

### Kurkuma
Im März 1995 wurde den beiden indischstämmigen Forschern Suman K. Das und Hari Har P. Cohly von der University of Mississippi ein Patent (US 5,401,504) auf Kurkuma in der Verwendung als Wundmittel erteilt. Die Indian Council for Scientific and Industrial Research (CSIR) klagte gegen das US Patent Office mit der Begründung, dass Kurkuma bereits seit tausenden von Jahren für die Behandlung von Wunden und Ausschlägen verwendet wird und die medizinische Verwendung daher keine neue Erfindung sei. Die CSIR stütze sich in dem Verfahren u. a. auf einen altertümlichen Sanskrit-Text, der bereits 1953 im Journal of the Indian Medical Association veröffentlicht worden war. Das US Patent Office löschte daraufhin dieses und weitere Patente im Zusammenhang mit Kurkuma.

### Maca
Maca (Lepidium meyenii) ist eine traditionelle Nähr- und Heilpflanze in den peruanischen Anden, die von verschiedenen Quechua- und Aymara- sprechenden Völkern seit langer Zeit genutzt wird. Urkundliche Nachrichten liegen seit dem 16. Jahrhundert vor. Die amerikanische Firma PureWorld Inc. hat mehrere Patente auf die Nutzung von Maca und auf die Extraktion des Wirkstoffs von der US-Patentbehörde beantragt und erhalten. Die peruanische Regierungsbehörde INDECOPI (National Institute for Defence against Competition and the Protection of Intellectual Property) sieht darin einen Fall von Biopiraterie und will die Patente anfechten. Der Patentschutz ist aber bisher weiter rechtskräftig und verschiedene Firmen vermarkten Produkte auf Grundlage dieser Patente.

### Niembaum
Seit 1985 wurden von amerikanischen, japanischen und europäischen Unternehmen mehr als 90 Patente auf Wirkeigenschaften und Extraktionsverfahren des Niembaums angemeldet. Das amerikanische Unternehmen W.R. Grace errichtete Produktionsstätten zur Niemverarbeitung in Indien. Die industrielle Nachfrage führte zu Preissteigerung des Niemsamens von 11 auf über 100 $ je Tonne und hatte zur Folge, dass kleinere indische Unternehmen und arme Bauern nicht mehr in der Lage waren, Niemsamen anzukaufen.
Im Jahr 1993 wurde in Indien die Neem Campaign gegründet, um gegen mutmaßlich zu Unrecht erteilte Patente vorzugehen.
Besonders das Patent EP 0 436 257 B1, das 1994 dem US-Landwirtschaftsministerium zusammen mit dem Unternehmen W.R.Grace vom Europäischen Patentamt in München erteilt wurde, hatte für Aufsehen gesorgt. Es betrifft ein „Verfahren zum Bekämpfen von Fungi an Pflanzen“ (Patentanspruch 1) bzw. ein „Verfahren zum Schützen von Pflanzen vor Pilzbefall“ (Patentanspruch 7), wobei beide Verfahren dadurch gekennzeichnet sind, „dass man die Fungi/die Pflanze mit einer Neemölformulierung, enthaltend 0,1 bis 10 % eines hydrophobisch extrahierten Neemöls, das im Wesentlichen frei von Azadirachtin ist, 0,005 bis 5,0 % emulgierendes Tensid und 0 bis 99 % Wasser kontaktiert.“
U. a. die Gewinnerin des Right Livelihood Award Vandana Shiva erhob Einspruch gegen die Erteilung des Patents. Im Mai 2000 wurde, nach zweitägigen Verhandlungen im Einspruchsbeschwerdeverfahren vor der technischen Beschwerdekammer des EPA das Patent aufgrund fehlender „erfinderischen Tätigkeit“, neben der „Neuheit“ die wichtigste Patentierungsvoraussetzung, widerrufen. Die Beschwerdekammer befand, dass das im Patent beschriebene Verfahren zum Prioritätszeitpunkt (26. Dezember 1989) zwar neu sei, es aber angesichts der Tatsache, dass fungizide Wirkungen von Pflanzenölen vielfach bekannt seien, keiner erfinderischen Tätigkeit bedurfte, bekannte Rezepturen auch auf bislang ungenutzte Pflanzen anzuwenden und so zu den patentierten Verfahren zu gelangen.
Inzwischen ist noch ein weiteres Patent auf Niem-Produkte vom europäischen Patentamt endgültig widerrufen worden (Stand 2005).

### Pelargonium
Kap-Pelargonien, die in Südafrika endemischen Arten Pelargonium reniforme und Pelargonium sidoides, werden für die Behandlung von Bronchitis und anderen Krankheiten verwendet. Die deutsche Firma Schwabe-Arzneimittel, deren Pelargonium-Produkt UMCKALOABO wesentlich zum Umsatz des Unternehmens beiträgt, hatte diverse Patente auf die medizinische Verwendung der Kap-Pelargonien angemeldet. Gemeinsam mit einer lokalen Bürgerinitiative, des African Centre for Biosafety, das im Auftrag einer lokalen Gemeinschaft in Alice (Südafrika) handelte, hat die Schweizer Nichtregierungsorganisation EvB 2008 und 2009 beim Europäischen Patentamt Einspruch gegen vier Patente erhoben. Sie argumentierten, die Nutzung und die Extraktionsverfahren würden bereits seit langen Zeiten von lokalen Heilern angewendet, und Schwabe hätte weder für das Sammeln noch für die Verwendung deren Einwilligung eingeholt und sie auch nicht an den Gewinnen daraus beteiligt. Die Pelargonie wird in Deutschland zwar bereits seit 1935 als Arzneimittel angewendet, für die Produktion des Wirkstoffs ist aber nach wie vor das Sammeln von Wildpflanzen erforderlich, die Schwabe von dem südafrikanischen Unternehmen Parceval bezieht. Im Mai 2010 zog Schwabe unter dem Druck der Einsprüche fünf Patente zurück. Der Fall wird verkompliziert dadurch, dass die lokale Gemeinschaft von Alice, die dem Volk der Xhosa angehört, erst in historischer Zeit in das Gebiet eingewandert ist, und das medizinische Wissen vermutlich von Heilern aus dem hier seit längerem ansässigen Volk der San übernommen hat, so dass es eine schwierige moralische Frage ist, welche lokale Gemeinschaft ggf. an den Erträgen beteiligt werden sollte.

### Banisteriopsis caapi
Im Jahr 1986 ließ sich Loren Miller, Vorsitzender der „International Plant Medicine Corporation“, die für die Herstellung des Getränks Ayahuasca benötigte Lianenart Banisteriopsis caapi in den USA unter der Patentnummer 5751 patentieren. 1997 wurde Ayahuasca von der COICA als geistiges Eigentum indigener Völker anerkannt. 1999 wurde das Patent aufgehoben, da die Pflanze bereits vor der Patentierung allgemein bekannt war. 2001 nahm das US-Patentamt seine Entscheidung wieder zurück. Das Patent trat damit wieder in Kraft. Die Patentierung hat von Anfang an Proteste insbesondere der COICA ausgelöst und gilt als Beispiel für die Ausbeutung indigener Kulturen.